# Carita Nyström
Fanny Carita Kristina Nyström, född 20 februari 1940 i Vasa, död 12 oktober 2019 i Korsnäs, var en finlandssvensk författare, journalist och feminist. Hon var gift med författaren Erik Ågren (1924–2008). I romanen Den förvandlade gatan (1991) bearbetade hon sina minnen som krigsbarn i Sverige.

## Biografi
Nyström, som föddes 1940 i Vasa, studerade svensk litteratur och nordisk filologi vid Helsingfors universitet och avlade filosofie kandidatexamen 1968. Därefter blev hon assistent för nordisk filologi vid universitetet och arbetade som journalist för det finska programföretaget Rundradion. 1974–1978 samordnade hon tillsammans med Boucht studierna vid Folkets bildningsförbund. Tillsammans gav de ut banbrytande Denna värld är vår! Handbok i systerskap (1975), som presenterar deras syn på kvinnors nya plats i samhället. De ropade: "Ge kvinnor verktygen att låta dem se och analysera sitt förtryck, omvärdera sin historia och på så sätt uppnå feministisk medvetenhet och förståelse för sin sanna identitet."
Från 1975 gav Nyström ut 15 böcker av olika slag, bland annat poesi, essäer, romaner och facklitteratur. I mitten av 1980-talet började hon skriva allt mer självbiografiska verk. Hennes feministiska ställningstagande återspeglas i hennes diktsamlingar Ur moderlivet (1978) och Återväxt (1982). Hon fortsatte med att stödja olika finlandssvenska feministiska rörelser, fredsrörelser och politiska rörelser, däribland Vietnamrörelsen, den socialdemokratiska föreningen Bröd och Rosor och gruppen Marxist-feministerna som hon var med och grundade. Det var en av de första feministiska grupperna som bildades i Helsingfors. Till gruppen hörde bland Birgitta Boucht, Gerd Söderholm, Gun Wasenius och Margareta Thun.
Nyström startade förlaget Hantverk 1984 och har varit ledare för skrivarkurser på olika håll i Svenskfinland. I sin diktsamling Huset i rymden (1984) beskriver hon hus och rum där hon hade bott. Hennes roman Den förvandlade gatan (1991) bygger delvis på hennes minnen av Sverige som krigsbarn. Galningen i trädgården och andra berättelser (1996) frammanar hennes år som tonåring med resor runt i Europa och USA. Berättelsen om hennes liv fortsätter i Brev från en by i Europa (2001) och i Sju berättelser från sextiotalet (2009).
Nyström tilldelades Choraeuspriset av Olof och Siri Granholms stiftelse år 1997.
Översättningar av hennes poesi fanns med i den tvåspråkiga Six Finnish Poets (ARC Publications, 2013). Steve Whitaker uppskattade hennes naturskildringar när han recenserade Kolme Tre - Three Poets from Finland (2018) och ägnar särskild uppmärksamhet åt hennes dikt Lethes flod, som framkallar glömska och hågkomst.